# Universidad Politécnica de Aguascalientes
La Universidad Politécnica de Aguascalientes es una institución pública de educación superior en el Estado de Aguascalientes. Fue inaugurada el 9 de junio de 2002. 
La universidad cuenta con varios edificios en su campus, tales como laboratorios de computación, de idiomas, administrativos, biblioteca, edificios de docencia, talleres y salones con alta tecnología.
Las carreras que se ofrecen en la universidad fueron seleccionadas a partir de un estudio de mercado, derivado de las necesidades del Estado por contar con profesionales de alto rango.
Los programas de estudio están homologados con las 43 universidades politécnicas en todo el país, para facilitar el intercambio de estudiantes entre los distintos campus.

## Oferta Educativa
Profesional Asociado en:
- Sistemas de Producción
- Procesos Productivos
- Automatización
- Electrónica
- Fotovoltaica - Hidrógeno y Biomasa
- Desarrollo de Software
- Comercio Internacional

Licenciaturas en:
- Negocios Internacionales

Ingenierías en:
- Ingeniero Industrial
- Ingeniero Mecánico Automotriz
- Ingeniero en Mecatrónica
- Ingeniero en Electrónica
- Ingeniero en Energía
- Ingeniero en Sistemas Estratégicos de Información
- Ingeniero en Aeronáutica

Posgrados:
- Maestría en Ciencias en Ingeniería

## Departamento de idiomas
Cursos de:
- Inglés
- Francés
- Italiano
- Alemán
- Japonés
- Chino
- Portugués